# Bois gorgé d'eau

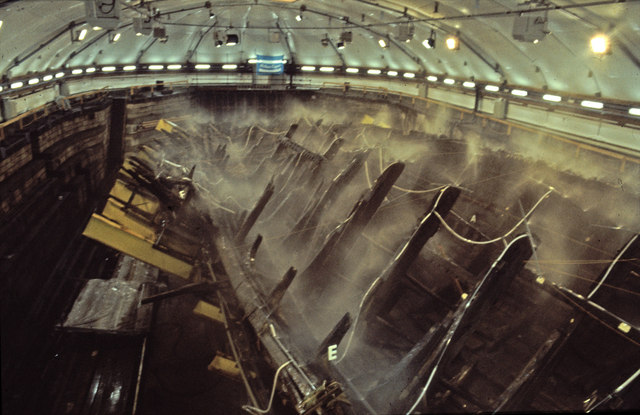
Aspersion du Mary Rose de la période Tudor au chantier naval historique de Portsmouth, au Royaume-Uni.

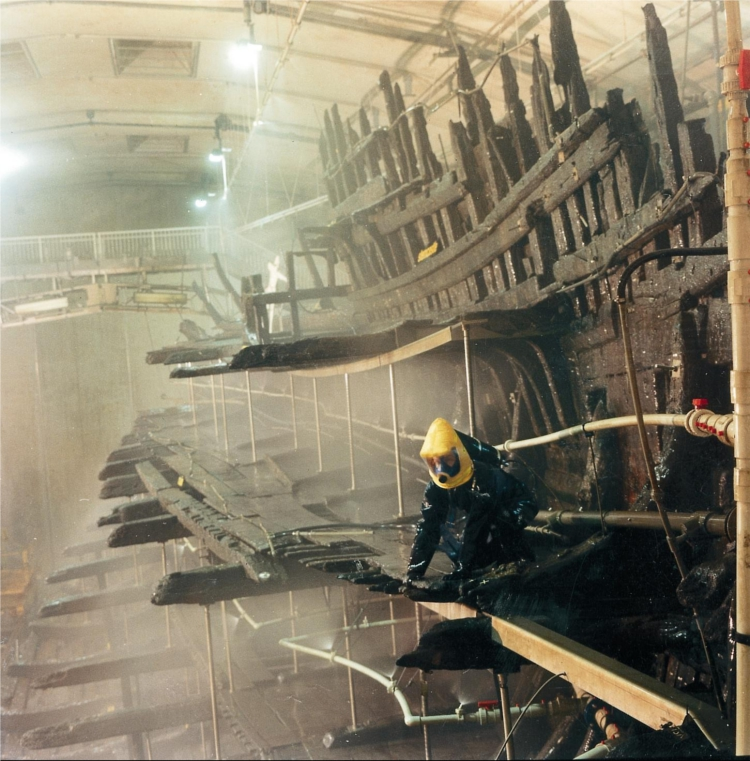
La carrack Mary Rose en cours de conservation au polyéthylène glycol.

Le bois gorgé d'eau constitue une partie rare et significative des documents archéologiques. Il peut se produire dans de vastes zones humides ou dans de petites zones, telles que des fosses ou des puits, sur des sites autrement secs; environnements intertidaux et sous-marin sont concernés, objets de l'archéologie subaquatique et de archéologie sous-marine.
La carbonisation (bois carbonisé), l'immersion dans l'eau (bois gorgé d'eau), la minéralisation et fossilisation (bois pétrifié) sont les trois moyens par lesquels un bois va défier les temps historiques.

## Études des bois gorgés d'eau
Les sites produisant des bois gorgés d’eau sont également susceptibles de conserver d’autres matières organiques et des restes de paléoenvironnement. 
L'étude des vestiges en bois est essentielle car ils constituent souvent la principale matière première utilisée dans les structures, les artefacts et comme combustible. Certains archéologues pensaient qu'un site archéologique sec typique pouvait conserver environ 15% de ce qui était réellement utilisé par les habitants, mais des estimations plus récentes, suggèrent que les matières organiques périssables représentent 90 à 95% des ressources archéologiques potentielles. L'analyse des vestiges en bois fournit des informations uniques et significatives sur la culture matérielle, l'économie, l'industrie et les bâtiments. Le bois peut être analysé en combinaison avec d'autres sources de données paléo-environnementales pour améliorer la compréhension du paysage au sens large. Les vestiges en bois témoignent directement du caractère de la couverture d'arbres locale et de son évolution au fil du temps. Il peut également fournir des informations sur la gestion des terres boisées et sur la sélection des matières premières, et peut être utilisé pour identifier les produits importés.
Le bois gorgé d'eau peut fournir des échantillons précieux pour la datation au radiocarbone, à l'instar d'autres matériaux organiques, mais plusieurs espèces peuvent également être utilisées pour la datation par tranchage (dendrochronologie), qui peut produire des dates extrêmement précises. L'utilisation de certaines espèces importées peut également aider à dater des sites plus récents.
Les sites gorgés d'eau sont généralement plus complexes et coûteux à étudier que les sites secs, un fait qui peut souvent faire pression sur les conservateurs archéologiques, les entrepreneurs et les consultants.

## Comportement des bois immergés

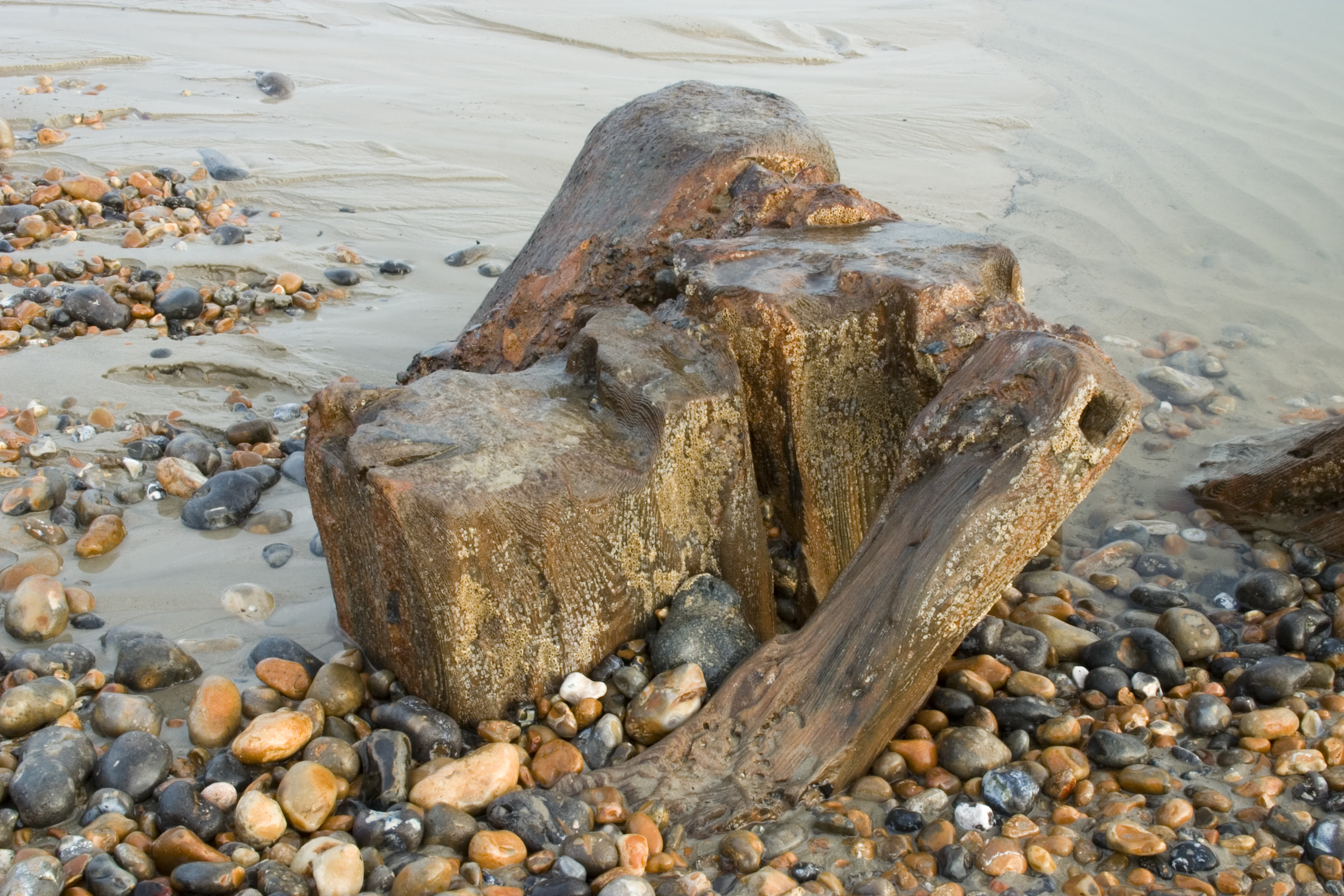
Une pile de fondation en chêne du Royal Suspension Chain Pier à Brighton exposée à marée basse. Construit en 1823, détruit lors d'une tempête en 1896, le bois a tendance à pétrifier lentement dans l'eau de mer.

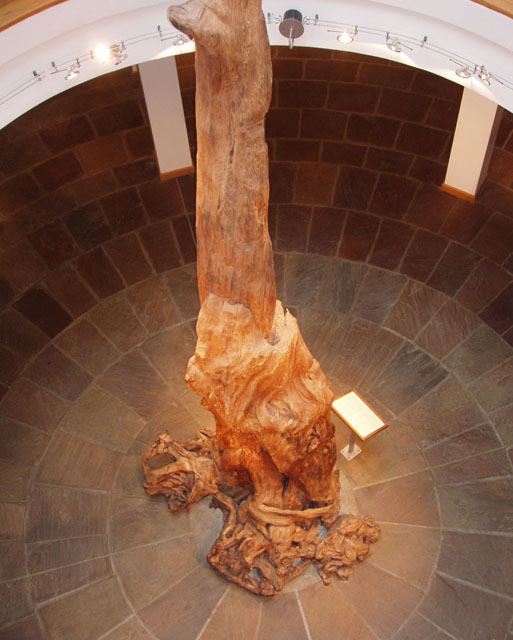
Arbre ancien Centre d'accueil des visiteurs Ceide Fields: pin sylvestre, extrait de la tourbière après 4000 ans

Le bois est un matériau biologique susceptible de se dégrader sous l'action de ravageurs, champignons, et en moindre mesures bactéries. Les champignons ont besoin d'oxygène pour leurs opérations.
- le bois se conserver pendant de longues périodes dans des conditions anoxiques et gorgées d’eau[3] ; l'intérieur d'une pièce de bois mort immergé est pauvre en oxygène, surtout si le bois est dense; dans les milieux anoxiques les bactéries dominent, mais leur activité est limitée. L'immersion en eau douce ou en eau de mer des bois a donc valeur conservative ; elle est par ailleurs pratiquée de nos jours dans le stockage humide des grumes et des chablis, et les forêts immergées lors des travaux de barrage par exemple sont depuis le XXe siècle récupérés par bûcheronnage subaquatique[4] ; dans les arsenaux au XIXe siècle, l'enclavation fait séjourner les grumes sous l'eau de mer ou l'eau saumâtre, pendant deux ans au moins ; afin qu'elles se « dépouillent complètement de leur sève »; les bois sont simplement immergés sous l'eau, soit dans des anses fermées où l'on peut obtenir un mélange d'eau douce et d'eau salée, dans lequel les tarets ne subsistent pas[5] ;
- lorsqu'il est plongé dans le milieu marin, le bois tombe essentiellement sous la coupe des teredos ; plus les articles en bois sont exposés à l’eau salée, plus ils souffrent et plus vite certains d’entre eux disparaissent ; souvent, les matériaux à base de bois, lorsqu'ils sont enfouis profondément dans les sédiments, souffrent moins, voire pas du tout, et peuvent parfois être découverts dans un excellent état de conservation ;
- parfois, le bois est complètement préservé en étant saturé par l’oxyde de fer alors qu’il repose près d’objets en fer sous l’eau. Ils ont tendance à se minéraliser et à avoir une texture dure[3].
- les marais, marécages et tourbières sont des milieux anoxiques par excellence. On y déterre quelquefois des troncs énormes légèrement noircis et qui peuvent encore être employés aux usages industriels. On donne à ce matériau le nom de « morta », « Bog-wood » en anglais, le froid ralenti toute activité chimique et biologique.
- le sel dans une certaine mesure est conservateur[réf. nécessaire].

## Traitement des bois excavés
Le but d'un traitement de conservation de bois gorgé d'eau est d'éliminer l'eau, mais aussi de stabiliser et généralement de consolider le bois sans provoquer de modification de forme et d'aspect. Aucun site submergé n'est fouillé sans qu'on ne puissent garantir une méthode de conservation appropriée pour les parties en bois gorgées d'eau. Tous les éléments de matière organique récupérés dans de l'eau salée doivent être baignés dans de l'eau douce pendant deux à quatre semaines, selon leur taille, afin d'éliminer tous les sels marins avant que le traitement de conservation ne puisse être tenté. Les méthodes utilisées par la suite sont: polyéthylène glycol; Arigal-C (résine mélamine-formaldéhyde); alcool-éther-résine; lyophilisation, imprégnation-irradiation γ, etc. La lyophilisation et l'imprégnation-irradiation γ sont des techniques de conservation utilisées à l'Atelier de recherche et de conservation Nucléart (ARC-Nucléart, ancien CETBGE, Centre d'Etudes et de Traitement des Bois Gorgés d'Eau). C'est cette dernière méthode qui a été choisie pour la pirogue monoxyle de Moncey. Le traitement comprend deux étapes: Le remplacement de l'eau imprégnant le bois par une résine, le durcissement de la résine au sein du matériau par irradiation gamma.

## Exemples notables d'épaves excavées et restaurées
- Mary Rose
- Vasa
- Arles-Rhône 3
- Épave de Douvres
- Skuldelev (bateaux de Roskilde) (liste d'épaves de bateau viking)

Le navire de guerre suédois Vasa du XVIIe siècle a été retrouvé en bon état après 333 ans passés dans les eaux saumâtres froides du port de Stockholm. L’eau de mer sur le site de l’épave du Vasa s’est fortement polluée au fil du temps et la dégradation bactérienne des déchets organiques de la ville en expansion a consommé la majeure partie de l’oxygène de l’eau produisant un milieu anoxique. Le sulfure d’hydrogène malodorant produit par des bactéries, a entraîné l’accumulation de différents composés de soufre et de fer dans le bois de l’épave pendant 333 ans sur le fond marin. Le contact avec l'oxygène, associé à la forte humidité de l'environnement du musée, provoque la production d'acide sulfurique par ces contaminants, qui aujourd'hui rongent le navire. Les eaux froides de la baltique ont par ailleurs toujours éloigné Teredo navalis, ce qui a contribué à la survie de l'épave.

## Outils aborigènes dans le Wyrie Swamp en Australie
Un certain nombre d'outils aborigènes en bois ont été trouvés dans le marécage Wyrie Swamp. Le site d’occupation couvert par des marécages en expansion a produit une gamme d’outils en bois absents de la plupart des autres sites, tout simplement parce que le bois avait besoin des conditions adéquates pour survivre pendant des milliers d’années. Parmi les outils, il y avait 3 boomerangs complets fabriqués à partir de Casuarina stricta; les plus anciens exemples connus de boomerangs dans tout le pays. Roger Luebbers pense que le marais les a conservé intact entre 9 000 ans, et 10 200 ans.

## Villages de pêche en Finlande
Les structures en bois fixes associées à la pêche constituent actuellement le type le plus courant de site archéologique de zones humides en Finlande. Sur la base d'échantillons bien datés, des structures de pêche similaires ont été utilisées pendant des millénaires, de l'âge de la pierre jusqu'au début de la période moderne, à partir du 4000 avant notre ère jusqu'au début du XXe siècle de notre ère.

## Sweet Track en Angleterre
Le Sweet Track est une piste ancienne, chaussée, ou chemin de rondins située dans les Somerset Levels, en Angleterre, du nom de son découvreur, Ray Sweet. Construit en 3807 av. J.-C., il s’agit de la deuxième plus ancienne piste en bois découverte dans les îles britanniques, datant du néolithique. On sait maintenant que la Sweet Track a été construite principalement au cours d’une structure antérieure, la Post Track (en).

## La Tène
Le lac de Neuchâtel conserve les vestiges des pieux d'une agglomération celte appelée La Tène. Les structures sur pilotis, construites sur la terre ferme était une manière de se préserver de l’humidité et des crues. Les palafittes sont actuellement immergés sous plusieurs mètres d’eau. La culture de La Tène est une culture archéologique qui se développe en Europe entre environ 450 et 25 av. J.-C., considérée comme l'apogée de la culture celtique.
Les sites palafittiques préhistoriques autour des Alpes sont un ensemble de vestiges d'habitations lacustres préhistoriques présents autour des lacs et des marais des Alpes et aux abords de l'arc alpin.